# 제9회 미쟝센 단편 영화제
제9회 미쟝센 단편 영화제는 2010년 6월 24일에 열린 시상식이다.

## 수상 및 후보

### 비정성시 최우수작품상
- 런던유학생 리차드 - 이용승 수상

### 사랑에관한짧은필름 최우수작품상
- 백년해로외전 - 강진아 수상

### 절대악몽 최우수작품상
- 저주의 기간 - 허정 수상

### 희극지왕 최우수작품상
- 더 브라스 퀸텟 - 유대얼 수상

### 4만번의구타 최우수작품상
- 마지막 귀갓길 - 김준성 수상

### 심사위원특별상
- 가장 아름다운 - 황상준 수상
- 간만에 나온 종각이 - 이상근 수상
- 씨칼 - 김태윤 수상
- 열쇠 - 김현철 수상

### 심사위원 특별상 연기부문
- 백년해로외전 - 김예리 외 1명 수상
- 열쇠 - 정영기 수상

### 베스트 오브 무빙 셀프 포트레이트
- 고등어 테니스장에 가다 - 임철빈 수상
- 엄마의 커다란 김치찌개 - 한승훈 수상

### 미쟝센 촬영상
- 간만에 나온 종각이 - 김일연 수상

### 관객상
- 더 브라스 퀸텟 - 유대얼 수상

### 김수용 감독 특별상
- 라라에게 - 신이수 수상

### 비정성시 부문
- 88만원 - 김일현
- 910712희정 - 유원상
- 가장 아름다운
- 그 후… - 최현영
- 나를 믿어줘 - 김진영
- 닿을 수 없는 곳 - 김재원
- 두껍아 두껍아 - 이채윤
- 비보호 좌회전 - 안승혁
- 사과 - 정철
- 수학여행 - 김희진
- 아버지의 이름으로 - 손종규
- 얼어붙은 땅 - 김태용
- 요쿠르트 아줌마 - 김로유
- 이십일세기 십구세 - 최아름
- 파마 - 이란희
- Bar-code mom - 김용완

### 사랑에 관한 짧은 필름 부문
- 간만에 나온 종각이 - 이상근
- 개를 키워봐서 알아요 - 이우정
- 농어와 달 - 김효정
- 당신의 어머니 - 정진영
- 라라에게 - 신이수
- 보고 싶어요 - 조수진
- 보민이 - 김방현
- 소녀와 소녀의 휴대폰 - 민동현
- 심심한 여자 - 최영림
- Being a Traveler - 노에리
- 레일 - 명배영

### 희극지왕 부문
- 꽃님이 - 정동락
- 3mm - 윤모
- 고등어 테니스장에 가다 - 임철빈
- 데브리스 - 김용민 외 2명
- 아따쿨 - 이희찬
- 엄마의 커다란 김치찌개 - 한승훈
- 연쇄부인 - 윤경
- 이공계소년 - 우문기
- 자네 정말 개를 사랑하는구먼... - 김인배
- 헷갈린다 - 최성우

### 절대악몽 부문
- 고양이 입속으로 뛰어들다 - 최진성
- 괜찮아 - 김성철
- 괴물 - 류성규
- 도마위에 오른 어머니 - 최수지
- 마스터피스 - 최원재
- 브로큰 타임 - 정규형
- 열쇠 - 김현철
- 인비져블2 : 귀신소리찾기 - 유준석
- 터널 - 김새노
- 호로자식을 위하여 - 윤혜렴

### 4만번의 구타 부문
- 레지스탕스 - 문초원
- 비밀의 공장 - 정재익
- 씨칼 - 김태윤
- 아이스크림 - 박가희
- 액숀영화 - 백경원
- 어둠의 자식들 - 송종훈
- 필름 - 홍석재
- 짬 - 조한솔
- 청춘은 참혹하다 - 심덕근

### 국내초청
- Flipping - 이기훈
- 하우스 패밀리 - 오상호
- 멋진 하루 - 박지은
- 가족계획 - 박성진
- 식스틴 - 박보은
- 날강도 - 배아람
- 몰디브 환상특급 - 신수아

### 야외상영
- 새집 - 이선정
- 봄아 노피곰 도다샤 - 김수정 외 1명
- 14 Beat - 나정인 외 1명
- 정전 - 류진호 외 1명
- Birthday Party - 조주상
- 코뿔소 - 이용진 외 3명
- 그 믈 - 김진만
- 산책가 - 김영근
- 재구와 원봉이의 서울 나들이 2 - 최재혁
- 시합 - 이걸기
- 거짓말 - 임오정

### 전년도 수상작
- 거짓말 - 임오정
- 습도 0% - 류근환
- 먼지아이 - 정유미
- 오늘은 내가 요리사 - 김의석
- 오르골 - 정다영 외 2명
- 에어리언 블루스 - 김태엽
- 남매의 집 - 조성희
- 기후변화 - 김혜지
- 최악의 친구들 - 남궁선
- 정서적 싸움 3 - 감성적 싸움 전초전 - 김동후 외 1명
- 스탠드 업 - 박상현